# João (prefeito pretoriano)

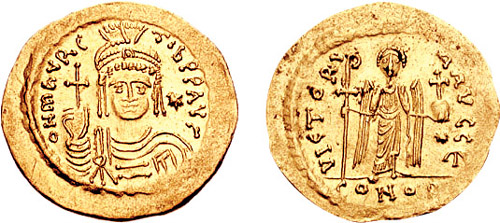
Soldo de Maurício r.

João (em latim: Ioannes) foi um oficial bizantino dos séculos VI e VII, ativo no reinado do imperador Maurício (r. 582–602). Prefeito pretoriano da Itália, foi citado em 600 quando foi repreendido pelo papa Gregório I (590–604) por interferir em atividades de caridade da Igreja em Nápoles. Sabe-se que sob seu comando estava o vigário Dulcício.
Provavelmente este João pode ser o prefeito anônimo em Ravena citado numa carta de Gregório, na qual o papa pede a intercessão do subdiácono da cidade em nome do argentário João. Seu antecessor como prefeito pretoriano também era chamado João.